# Теопантекуанитлан

Монумент, обнаруженный на церемониальном участке Теопантекуанитлана

Теопантекуанитлан, аст. Teopantecuanitlán, от teopan = «священное место», tecuani = «ягуар», и tlan = суффикс топонимов, то есть букв. «священное место ягуаров» — археологический памятник раннего и среднего формационного периода на территории мексиканского штата Герреро. Находится во впадине реки Бальсас-Атойяк. Теопантекуанитлан относится к группе ольмекских поселений за пределами исторического ядра ольмекской культуры, на южном побережье Мексиканского залива.
Теопантекуанитлан был населён в период около 1400—500 до н. э. Период существования города археологи обычно подразделяют на 4 стадии. Развитие и население города достигло пика на 2-й фазе, 1000—800 гг. до н. э.. Несмотря на ольмекское влияние, местная культура имела автохтонное происхождение.